# Cramans
Cramans ist eine französische Gemeinde im Département Jura in der Region Bourgogne-Franche-Comté. Sie gehört zum Arrondissement Dole und zum Kanton Mont-sous-Vaudrey.

## Geographie
Das Gemeindegebiet wird im Südwesten vom Flüsschen Larine berührt.
Die Nachbargemeinden sind Arc-et-Senans (Département Doubs) und Champagne-sur-Loue im Norden, Port-Lesney im Osten, Mouchard im Süden und Villers-Farlay im Westen.
Im Norden bildet der Fluss Doubs die Gemeindegrenze.

## Bevölkerungsentwicklung
| Jahr                       | 1962 | 1968 | 1975 | 1982 | 1990 | 1999 | 2008 | 2017 |
| Einwohner                  | 337  | 361  | 337  | 380  | 454  | 430  | 478  | 524  |
| Quellen: Cassini und INSEE |      |      |      |      |      |      |      |      |

## Sehenswürdigkeiten
- Kirche St. Peter und Paul

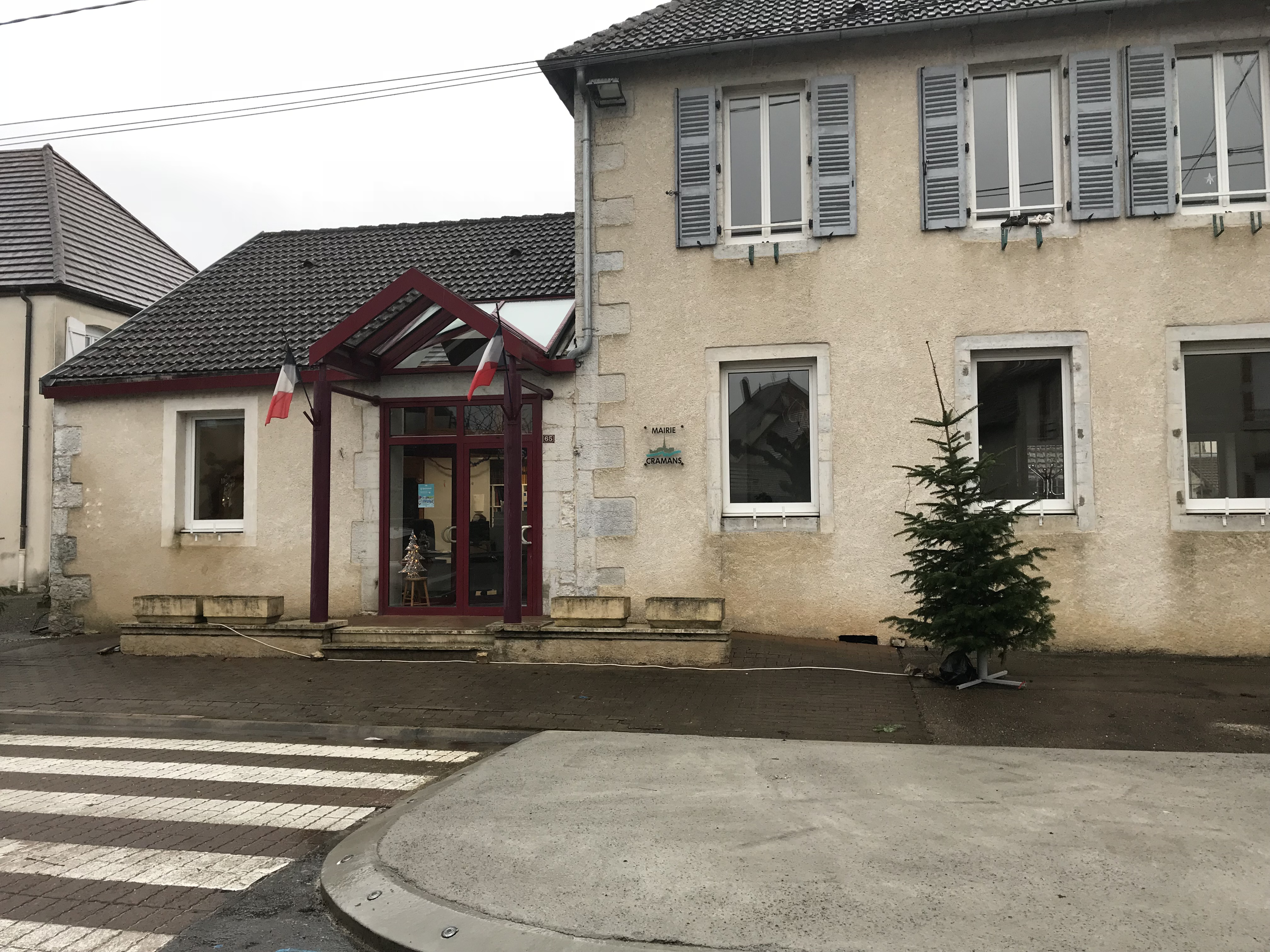
Mairie Cramans
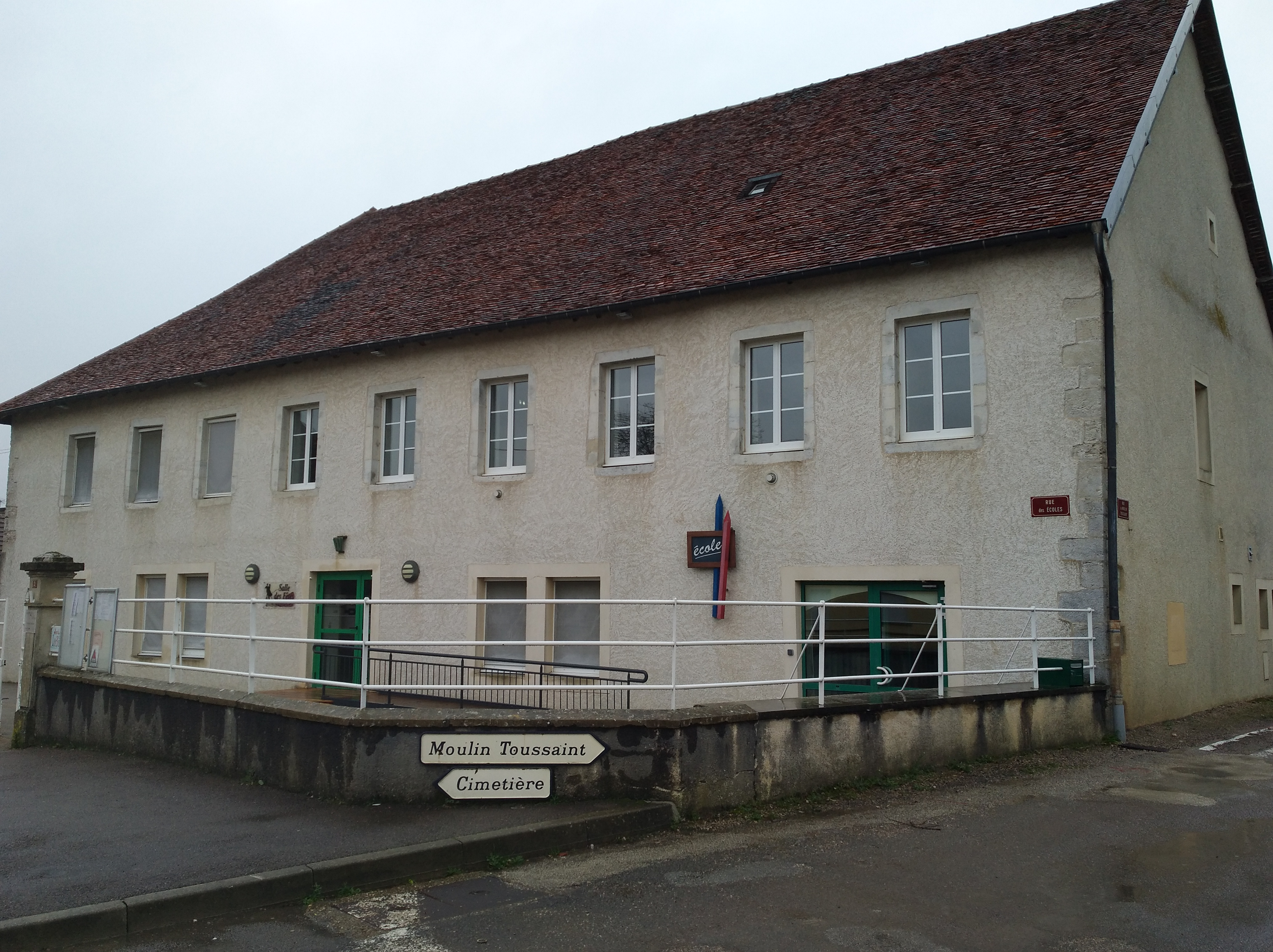
Schule und Gemeindefesthalle
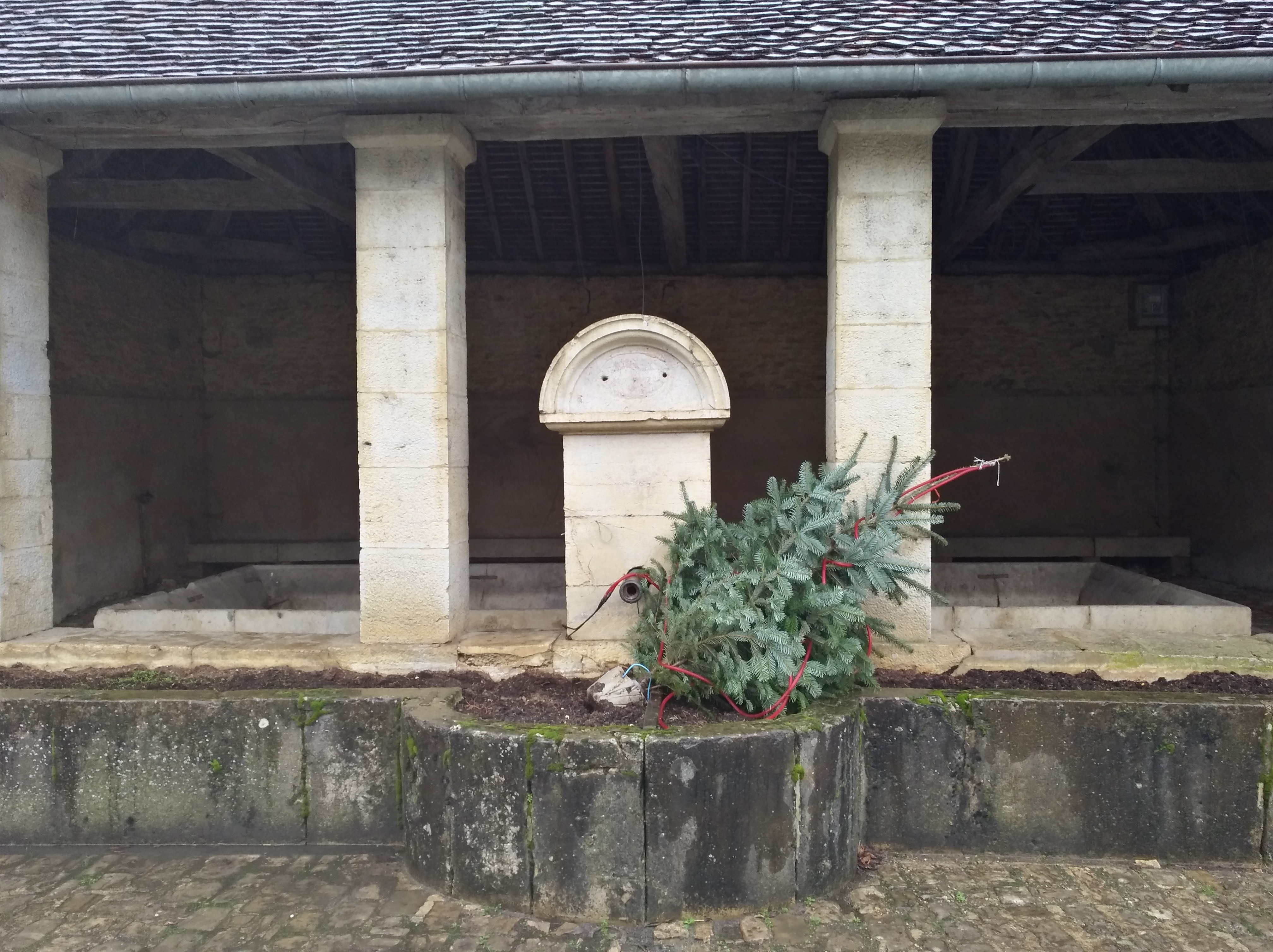
Ehemaliges Lavoir
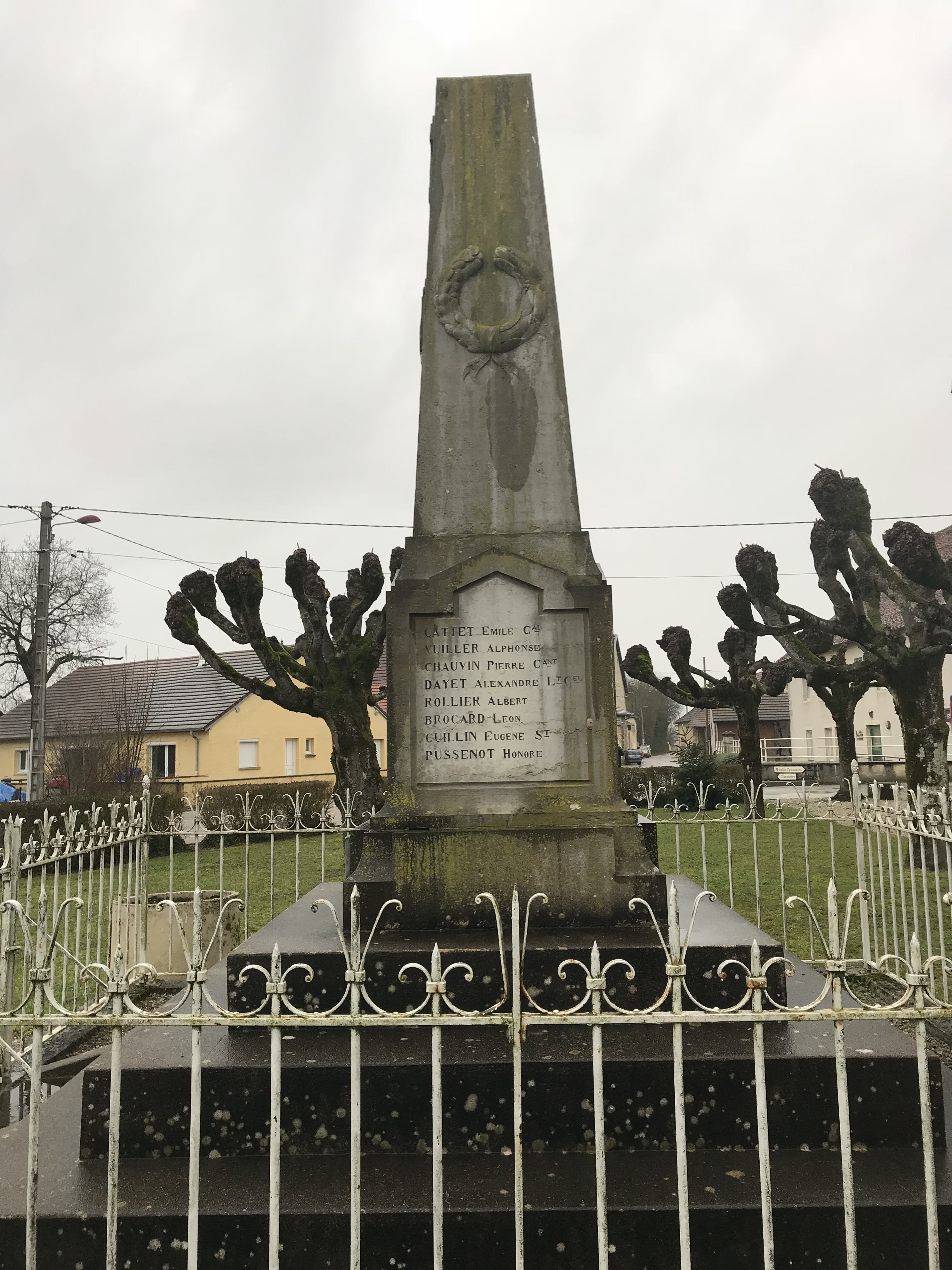
Gefallenendenkmal